# Discocyrtus littoralis
Discocyrtus littoralis is een hooiwagen uit de familie Gonyleptidae.